# SAI-Ambrosini S.S.4
Die SAI-Ambrosini S.S.4 (auch bekannt als Ambrosini S.S.4 bzw. Progetto Canard) war der Prototyp eines Abfangjägers der italienischen Firma SAI-Ambrosini. Der Erstflug fand 1939 statt. Trotz vielversprechender Flugeigenschaften wurde die Weiterentwicklung nach einem Triebwerksschaden und darauf folgendem Landeunfall im Jahre 1942 eingestellt.

## Geschichte
Bereits 1935 hatte Ingenieur Sergio Stefanutti bei SAI-Ambrosini damit begonnen, Flugzeuge in Entenflügler-Bauart (Canard) zu konstruieren. Im Jahre 1935 hatte er einen hölzernen Motorsegler mit der Bezeichnung S.S.2 (SAI Stefanutti Modell 2) sowie 1937 das zweisitzige Erprobungsmuster S.S.3 Anitra (Ente) mit einem kleinen Zweizylinder-Motor C.N.A. IIbis mit 40 PS erfolgreich erprobt. Wegen des schwachen Triebwerks blieben die Leistungen zwar gering, die in die Auslegung als Entenflügler gesetzten Erwartungen wurden aber durch die Flugeigenschaften bestätigt.
Daraufhin entstand ab dem Jahr 1938 die S.S.4, welche in Gestalt des Prototyps mit Druckpropeller im Mai 1939 in Castiglione del Lago zu ihrem Erstflug startete. Diese erste Maschine erhielt das militärische Kennzeichen der Regia Aeronautica „MM.387“. Die 1940 und 1941 durchgeführten ausgedehnten Testflüge bestätigten die guten Eigenschaften und die gute Steuerbarkeit. Als Bewaffnung war für die S.S.4 eine 30-mm-Kanone (die beim Prototyp noch als Attrappe montiert war) sowie zwei 20-mm-Maschinenkanonen von Mauser in der Rumpfnase. Der Prototyp verunglückte jedoch wegen einer Notlandung aufgrund eines Triebwerksschadens im Jahre 1942, sodass die Weiterentwicklung daraufhin eingestellt wurde.

## Technische Daten
| Kenngröße             | Daten                                                                                         |
| --------------------- | --------------------------------------------------------------------------------------------- |
| Besatzung             | 1                                                                                             |
| Länge                 | 6,75 m                                                                                        |
| Spannweite            | 12,32 m                                                                                       |
| Höhe                  | 2,48 m                                                                                        |
| Startmasse            | 2.450 kg                                                                                      |
| Antrieb               | ein flüssigkeitsgekühlter 12-Zylinder-V-Motor Isotta Fraschini Asso XI RC.40; 985 PS (724 kW) |
| Höchstgeschwindigkeit | 570 km/h                                                                                      |
| Bewaffnung            | eine Kanone 30 mm, zwei Kanonen 20 mm                                                         |